# Jean-Guy Talamoni
Jean-Guy Talamoni (Saumur, Maine i Loira, 6 de maig de 1960), és un polític cors nacionalista. És militant de Corsica Libera i fou militant de Corsica Nazione Indipendente ei president del grup nacionalista a l'Assemblea de Còrsega (« Unione Naziunale »). També és conseller municipal de Bastia (Alta Còrsega) i membre del Consell de la llengua i de la cultura corsa. Treballa com a advocat i ha publicat nombrosos llibres sobre la política i la llengua corsa.

## Biografia
La seva mare, Élisabeth Ortega, nasqué el 29 de gener de 1938 al Marroc, d'una família originària d'Espanya. El seu pare, Antoine, nascut el 30 de maig de 1934 al Marroc, era d'origen cors. L'àvia Marie-Claire Talamoni, nascuda Alerini, nascuda el 29 d'abril de 1910 a Pietra-di-Verde (Alta Còrsega).
En els anys 1950, la família Talamoni abandonà el Marroc i tornà a l'illa, però mentre que la resta de la família s'instal·là a Còrsega, Antoine marxà a Saumur amb la seva esposa Elisabeth, on hi treballà com a mestre després de lluitar a la guerra d'Algèria. Allí hi naixerà el seu fill Jean-Guy. Uns anys després del seu naixement, la família tornarà a Còrsega, ja que el pare va obtenir plaça de mestre a Morsiglia (Alta Còrsega), mentre la mare treballava en una llibreria del barri de Toga (Bastia).
Jean-Guy va fer esls estudis primaris i mitjans a Bastia, mentre passava les vacances a e Pietra-di-Verde. A finals dels anys 60 va participar en les reunions de l'ARC, moviment dirigit per Edmond Simeoni i Max Simeoni, i el 1976 s'afilià al sindicat Unione di Liceani Corsi (ULC). Després estudià dret a Ais de Provença. El 1985 va tornar a Bastia, on s'examinà en llengua i cultura corses i va elaborar una memòria a l'examen del DEA sobre proverbis i locucions usades a Pietra. Des del 1988 exercirà com a advocat a Bastia, començant la seva actuació en el procés de Bordeus de 1988. Alhora, ensenyarà a la facultat de dret de la Universitat de Corti.

## Acció política
El 1988 fou escollit responsable de la comissió de dret i institucions d'A Cuncolta Naziunalista. El 1992 fou escollit membre de l'Assemblea de Còrsega a la llista Corsica Nazione i el 1993 del consell municipal de Bastia.
El 1994 fou editorialista d'U Ribombu i elegit president del grup Corsica Nazione à l'Assemblea de Còrsega, i com a tal fou el portaveu de la delegació nacionalista que va discutir els afers corsos amb Charles Pasqua, Jean-Louis Debré, Lionel Jospin, Daniel Vaillant i Nicolas Sarkozy. El 1994 també fou un dels fundadors del sindicat independent Federazione di i Travagliadori Indipendenti (FTI), 
De març de 1998 a març de 1999 encapçalà la llista Corsica Nazione a les eleccions a l'Assemblea de Còrsega (17% des vots i 8 escons el 1999, el principal de l'oposició). Des de 1999 fou un dels encoratjadors del procés de Fiumorbu, de reconciliació entre nacionalistes, que el juliol 1999 el conduirà a la signatura del protocol de Migliacciaru.
D'abril de 1999 fins a 2004 fou president de la Comissió d'Afers Euripeus de l'Assemblea de Còrsega, i el desembre de 1999 fou un dels patrocinadors del procés de Matignon, iniciat per Lionel Jospin.
El març de 2001 dirigí la llista nacionalista a les eleccions municipals de Bastia, i el juliol patí un intent d'atemptat. El març de 2004 fou elegit novament membre de l'Assemblea de Còrsega amb el grup Unione Naziunale. Un mes més tard fou arrestat per la policia acusat de col·laborar amb terroristes, cosa que provocà greus enfrontaments entre policies i militants nacionalistes. L'abril de 2005 la Cort de París demana una condemna de tres anys de presó, però el maig fou posat en llibertat.
El gener de 2006 va crear el mensual A Nazione, i el febrer fou escollit membre del Cunsigliu di a Lingua è di a Cultura Corsa.

## El procés de 2005
L'abril de 2004, Jean-Guy Talamoni fou arrestat i transferit a París per a ser jutjat, sota l'acusació d'extorsió de cabals en prejudici de la societat « Nouvelles Frontières » per a finançar el diari nacionalista « U Ribombu ». Això provocà una manifestació a Bastia amb greus incidents, raó pel que fou deixat en llibertat condicional.
EL 2005 fou jutjat davant el tribunal correcciolnal de París per « Terrorisme : extorsió per violència, amenaces o a través de signatura, promesa, secret, diners, valors o béns ». El fiscal demana una pena de tres anys de presó, dos d'ells tancat.
El 18 de gener de 2005, en una conferència a Ajaccio, la Lliga dels Drets de l'Home dona el seu suport a Jean-Guy Talamoni, constatant que « les condicions d'un procés equitatiu en la forma i en el fons no són pas garanties ». La LDH anuncià que « vigilarà particularment el desenvolupament del procés » (Còrsega-matin 19 de gener de 2005).
El 20 de maig de 2005, la 16a cambra del tribunal correccional de París declarà Jean-Guy Talamoni « no culpable i declara la fi del procés», precisant que « cap acte personal, sota qualque forma, que hagin pogut considerats fets d'extorsió de diners són susceptibles de ser imputats a Jean-Guy Talamoni. »

## Obres
- Ce que nous sommes (Éditions DCL, Ramsay 2001)
- Dictionnaire commenté des expressions corses (Éditions DCL, Ajaccio, 2004)
- Libertà (entrevistes amb Jacques Renucci) (Éditions DCL, Ajaccio 2005)
- De l'autonomia a l'autodeterminació (Llibres de l'Índex, 2006) (amb Uriel Bertran i Gavino Sale) ISBN 84-96563-19-7